# Skuldelev 6
Skuldelev 6 er en fiskebåd fra slutningen vikingetiden som blev fundet i Roskilde Fjord i 1998. Den blev oprindeligt bygget i Sognefjorden i Norge.
Skuldelev 6 er bygget ved Sognefjorden i Vestnorge. Det originale skib er bygget i Sognefjorden i Norge omkring år 1030. Det er mærkværdigvis på samme sted og på samme tid som det havgående handelsskib Skuldelev 1.  

## Konstruktion
Skibet er bygget omkring 1030, og med sikkerhed efter 1027. Skuldelev 6 er hovedsageligt bygget fyrretræ, men også birk og egetræ er anvendt.
Delene i den indvendige konstruktion er fremstillet af fyr, rødel og birk. Der er flere ligheder i konstruktionen af de to skibe, som viser slægtskabet. F.eks. har de begge det specielle, langsgående bundknæk i skibssiden under vandlinjen.
Dybdegangen på skibet har været omkring 0,5 m, hvilket har gjort den velegnet til meget lavt vand. Det tyder på, at båden oprindeligt har været brugt til fiskeri i de norske fjorde. På et tidspunkt er fartøjet dog blevet forhøjet med en planke i hver side. Ved denne ombygning har man fjernet de oprindelige åretolde, og antallet af årer er blevet reduceret. Årsagen til ombygningen er sandsynligvis, at man har ville bruge den til transport langs Norges kyster frem for til fiskeri.

## Rekonstruktion
Efter fundet af Skuldelev 6 begyndte man snart efter en rekonstruktion af vikingeskibet. Det stod færdigt og blev søsat i 1998 under navnet Kraka Fyr. Denne rekonstruktion er fremstillet som Skuldelev 6 oprindeligt har set ud. Stævnen, der ikke er bevaret, blev bygget på baggrund af den, som findes på skuldelev 3. Skuldelev 3 er også blevet rekonstrueret som båden Roar Ege.
I 2010 byggede man atter en rekonstruktion kaldet Skjoldungen. Ved denne rekonstruktion ændrede man stævnen på baggrund af flere arkæologiske fund af fiskerbåde i Vestnorge samt på baggrund af stævnen på Skuldelev 1, som båden minder en del om.
Begge rekonstruktioner findes i dag i museumshavnen ved Vikingeskibsmuseet.

## Eksterne Henvisninger
- Wikimedia Commons har flere filer relateret til Skuldelev 6
- Skuldelev 6 Arkiveret 27. august 2016 hos  Wayback Machine på Vikingeskibsmuseets hjemmeside
- The Roskilde 6 Ship Arkiveret 4. oktober 2013 hos  Wayback Machine
- Billeder af Kraka Fyr Arkiveret 20. august 2016 hos  Wayback Machine

55°48′03.6″N 12°03′30.2″Ø / 55.801000°N 12.058389°Ø